# تشارلز مونتاغيو بيكويل
تشارلز مونتاغيو بيكويل هو أستاذ جامعي وسياسي أمريكي، ولد في 24 أبريل 1867 في بيتسبرغ في الولايات المتحدة، وتوفي في 19 سبتمبر 1957 في نيو هيفن في الولايات المتحدة. نشط حزبياً في الحزب الجمهوري. وقد انتخب عضو مجلس ولاية كونيتيكت ‏ وانتخب عضو مجلس النواب الأمريكي.